# يوشينوري شيميزو
يوشينوري شيميزو (باليابانية: 清水義範) (28 أكتوبر 1947، ناغويا في اليابان)؛ روائي ياباني.